# Villa Amelia
Villa Amelia es una localidad argentina de la provincia de Santa Fe.
Fue fundada en las inmediaciones de la estación del ferrocarril General Belgrano, a 25 km de Rosario, hasta donde se conecta -vía ruta 16- por la ruta provincial 18 o la Autopista. Se ubica a 6 km de Coronel Domínguez y a 8 de Albarellos.
Además de la actividad agropecuaria, que ocupa directa e indirectamente al 50% de su población, las fuentes de empleo de Villa Amelia son el criadero de Paladini -emplea a unas 100 personas, algunas de ellas también de Coronel Bogado- y el microemprendimiento para el mantenimiento del corredor vial cercano que llevó adelante la comuna.
La empresa ONAS C.A.P.S.A. (distribuidora de productos Puma Energy) tiene su sede administrativa en Villa Amelia (situada en Rivadavia 460) y además posee una estación de servicio en la localidad con domicilio en San Martín 496.

## Geografía

### Población
Cuenta con 1,342 habitantes (Indec, 2010), lo que representa un incremento frente a los 1,191 habitantes (Indec, 2001) del censo anterior.
| Gráfica de evolución demográfica de Villa Amelia entre 1991 y 2010 |
|                                                                    |
| Fuente: Censos nacionales del INDEC                                |

### Clima
Su clima es húmedo y templado en la mayor parte del año. Se lo clasifica como clima templado pampeano, es decir que las cuatro estaciones están medianamente definidas. Es propicio para las actividades agropecuarias; la temperatura es en general benigna, pues su media oscilan los 15 °C. Las lluvias se dan a lo largo de todo el año, menos en la época invernal, con algunas heladas. También influencian en la zona los vientos Sudestada, húmedo; Norte, cálido; Pampero, frío y seco, propios de la pampa húmeda.
Hay una temporada calurosa desde octubre a abril (de 18 °C a 36 °C) y una fría entre principios de junio  y la primera mitad de agosto (con mínimas en promedio de 5 °C y máximas promedio de 16 °C), oscilando las temperaturas promedio anuales entre los 10 °C (mínima), y los 23 °C (máxima). Llueve más en verano que en invierno, con un volumen de precipitaciones total de entre 800 y 1300mm al año (según el hemiciclo climático: húmedo "1870 a 1920" y "1973 a 2020"; seco "1920" a 1973").
Casi no existen (de baja frecuencia) fenómenos climáticos extremos en Villa Amelia: vientos extremos, nieve, hidrometeoros severos. La nieve es un fenómeno excepcional; la última nevada fue el 9 de julio de 2007, la penúltima en 1973 y la antepenúltima en 1918
Un riesgo factible son los tornados y tormentas severas, con un pico de frecuencia entre octubre y abril. Estos fenómenos se generan por los encuentros de una masa húmeda y cálida del norte del país y una fría y seca del sector sur argentino.
Humedad relativa promedio anual: 76%

### Sismicidad
El último terremoto fue a las 3.20 UTC-3 del 5 de junio de 1888 (ver terremoto del Río de la Plata en 1888).
La región responde a las subfallas «del río Paraná», y «del río de la Plata», y a la falla de «Punta del Este», con sismicidad baja; y su última expresión se produjo hace 136 años, con una magnitud aproximadamente de 4,5 en la escala de Richter

## Instituciones más destacadas
- Agricultores Federados Argentinos (AFA), que posee una de sus oficinas sobre la calle principal de la localidad
- Hospital rural No 39 (que tiene gente internado y depende de Arroyo Seco en lo programático)
- Centro de jubilados
- Cuatro escuelas primarias, una secundaria, tres escuelas más rurales, el EEMPA que es escuela nocturna
- Casa de la Cultura
- Bomberos Voluntarios (cuenta desde hace poco con una autobomba y equipo de rescate)
- Iglesia de Santa Cruz, frente a la plaza y al lado de una canchita
- Subcomisaría 9.ª, que depende de la inspección de zona de Arroyo Seco.

En cuanto a los servicios públicos, el agua la maneja la comuna, mientras que la electricidad y la telefonía las brinda la Cooperativa de Obras y Servicios Públicos.